# Musikjahr 1532
Liste der Musikjahre

◄◄ | ◄ | 1528 | 1529 | 1530 | 1531 | Musikjahr 1532 | 1533 | 1534 | 1535 | 1536 | ► | ►►

Weitere Ereignisse
Dieser Artikel behandelt das Musikjahr 1532.

## Ereignisse
- Martin Agricola, der sich 1519 in Magdeburg als Musiklehrer niedergelassen und der Reformation angeschlossen hat, ist Kantor der zu einer einzigen städtischen Anstalt zusammengefassten Musikschulen. Neben seiner Lehraufgabe bemüht sich Agricola vor allem darum, der neuen protestantischen Bewegung eine eigene Kirchenmusik zu geben. 1532 veröffentlicht er mit Musica Figuralis Deudsch in Magdeburg sein zweites musikwissenschaftliches Lehrwerk.
- Cosmas Alder ist Sänger am Stift St. Vinzenz in Bern und seit dem 15. April 1528 Bauherrenschreiber. Dieses Amt hat er bis zu seinem Ableben inne. Außerdem ist er Schreiber des Schaffners von Frienisberg.
- Bonifacius Amerbach ist Professor der Rechtswissenschaft an die Universität Basel. 1532 stellt er seine seit 1513 niedergeschriebenen Stücke des Codex Amerbach fertig, der Intavolierungen und polyphone Choralbearbeitungen aller im 16. Jahrhundert gepflegten musikalischen Gattungen enthält: Präludien und Tanzsätze von Kotter, Weck und Hans Buchner, lateinische Motetten, französische Chansons und deutsche Liedsätze nach originalen Vokalwerken von Heinrich Isaac, Paul Hofhaimer, Josquin Desprez, Alexander Agricola, Dietrich, Pierre Moulu und anonymen Komponisten.
- Pierre Attaingnant, der um 1527/1528 eine Variante des Notendrucks erfunden hat, die das Drucken in einem Arbeitsgang erlaubt, veröffentlicht von 1528 bis 1552 mehr als 50 Chansonsammlungen und einige „Tanzbücher“.
- Antoine Barbé hat – nach den Akten der Kathedrale von Antwerpen – von 1527 bis 1562 die Stelle des Kapellmeisters inne.
- Pietro Paolo Borrono ist seit dem Jahr 1531 offizieller Lautenspieler im Dienst des französischen Königs Franz I.
- Arnold von Bruck ist seit der zweiten Jahreshälfte 1527 in Wien Kapellmeister des österreichischen Regenten Erzherzog Ferdinand (dem späteren König und Kaiser Ferdinand I.), und zwar als Nachfolger von Heinrich Finck. Diese Stellung behält er über 18 Jahre; seine Vizekapellmeister sind Pieter Maessins (um 1505 – 1562), ebenfalls flämischer Abstammung, und Stephan Mahu. In dieser Zeit erwirbt Arnold von Bruck mehrere Pfründen im heutigen Slowenien und Kroatien, so von 1528 bis 1548 an der Kathedrale von Ljubljana, ab Dezember 1529 an der Kathedrale von Zagreb und ab Juli 1531 in der Stadt Laas bei Kočevje.
- Hans Buchner ist Organist in der Pfarrkirche in Überlingen, behält aber seinen Wohnsitz in Konstanz.
- Cornelius Canis ist 1532 und 1533 als „zangmeester“ und Lehrer der Chorknaben an der Kirche St. Johannes in Gent tätig, die zur Bruderschaft Onze-lieve-Vrouw-op-den-rade gehört.
- Marco Antonio Cavazzoni wirkt ab 1528 etwa zehn Jahre lang in Venedig.
- Pierre Certon wirkt seit dem Jahr 1529 in Paris an Notre-Dame.
- Francesco Corteccia lebt und wirkt ausschließlich in seiner Geburtsstadt Florenz. Ab 1531 ist er Organist an der Basilica di San Lorenzo.
- Jehan Daniel ist Organist an der Kathedrale von Angers. Er wird diese Stelle bis 1540 innehaben.
- Benedictus Ducis, der als Anhänger der Reformation evangelischer Pfarrer in Geislingen an der Steige war, wird 1532 Pfarrer am Spital in Ulm.
- Pedro de Escobar steht in Portugal im Dienste des Monarchen Manuel I. (Portugal). Er ist Lehrer der Knaben an der Kapelle seines Sohnes Alfonso.
- Georg Forster, der in Heidelberg an der Universität alte Sprachen studiert und im Sommer 1528 den Grad eines baccalaureus artium erworben hatte, studiert ab dem Jahr 1531 in Ingolstadt Medizin.
- Der Lautenist Hans Gerle veröffentlicht bei Hieronymus Formschneider in den Jahren 1532, 1533 und 1552 drei Bände mit Lautenmusik. Der erste Band enthält Anleitungen zum Spiel der Laute, der Viola da Gamba und für die Rebec, sowie Anleitungen zum Lesen der Tabulatur. Es enthält vornehmlich Stücke von deutschen Komponisten wie Paul Hofhaimer, Heinrich Isaac, Ludwig Senfl, Thomas Stoltzer und Johann Walter. Der zweite Band für Laute enthält Stücke der Komponisten Hayne van Ghizeghem, Isaac und Jacob Obrecht, Josquin des Prez, sowie von Jean Mouton, Claudin de Sermisy, Adrian Willaert und Ludwig Senfl. Das dritte Buch enthält vornehmlich Übertragungen von Stücken, die vorher nur in italienischer Tabulatur erhältlich waren. Enthalten sind hier Werke von Domenico Bianchini, Pietro Paolo Borrono, Giovanni Maria da Crema, Simon Gintzler, Antonio Rotta, Francesco Canova da Milano und Alberto da Ripa.
- Nicolas Gombert, der wahrscheinlich ein Schüler von Josquin Desprez († 1521) war, ist seit 1526 Mitglied der Hofkapelle von Kaiser Karl V. 1529 wird er zum maitre des enfants ernannt. Kapellmeister sind zu dieser Zeit Adrien Thibault und später Thomas Crécquillon. Als Meister der Chorknaben ist Gombert für die musikalische und stimmliche Ausbildung der Knaben verantwortlich sowie für ihre Erziehung, ihre Unterbringung und ihr Wohlergehen. Der Chor besteht um diese Zeit aus 14 Erwachsenen, einem Organisten, einem „Souffleur“ (Kalkant oder Blasebalgtreter der Orgel) und etwa zwölf Chorknaben. Ab 1532 hielt sich Gombert wieder für längere Zeit in Spanien auf.
- Lupus Hellinck ist Succentor an der Liebfrauenkirche in Brügge und seit dem 17. Juni 1523 an der Hauptkirche St. Donatian, was mit den Aufgaben der Chorleitung und des Unterrichts der Chorknaben verbunden ist.
- Nikolaus Herman ist Kantor und Lehrer an der Lateinschule in St. Joachimsthal. Hier arbeitet er unter anderem mit Johannes Mathesius zusammen, der dort ab 1532 als Rektor der Schule amtiert.
- Paul Hofhaimer ist spätestens seit 1522 Domorganist am Salzburger Dom im Dienst von Fürsterzbischof Kardinal Matthäus Lang von Wellenburg. Hofhaimer ist berühmt als exzellenter Organist, Orgellehrer und als Odenkomponist. Seine Kompositionen erfreuen sich großer Beliebtheit auch im Musikunterricht an den Lateinschulen.
- Gheerkin de Hondt, der von 1. August 1530 bis Februar 1532 als Singmeister an der Nieuwe Kerk in Delft wirkte, übt die gleiche Tätigkeit von 1532 bis 1539 an der Kirche St. Jakob in Brügge aus; dort ist er außerdem Mitglied der Sakramentsgilde.
- Hans Kugelmann, der in den Diensten des Hauses Fugger in Augsburg stand, ist seit 1524 Trompeter und Hofkomponist beim Markgrafen Albrecht in Königsberg.
- Erasmus Lapicida, der um das Jahr 1521 vom Habsburger Erzherzog Ferdinand I. (Regierungszeit als Erzherzog 1521–1531) am Schottenkloster in Wien eine Präbende verliehen bekam, lebt dort die 26 restlichen Jahre seines Lebens. In Wien lernt er zwischen 1527 und 1534 den Theologen und Musiktheoretiker Johann Zanger (1517–1587) kennen, der später in seiner Schrift „Practicae musicae praecepta“ (Leipzig 1554) von einem Streit zwischen Lapicida, Stephan Mahu und Arnold von Bruck berichtet. Hierbei geht es um die Interpretation des Mensurzeichens ohne senkrechten Strich.
- Jacotin Le Bel ist Mitglied der Hofkapelle des französischen Königs Franz I. Auf einer Liste der Gehaltsempfänger der Kapelle 1532/1533 erscheint er als haulte-contre und als chantre et chanoine ordinaire. Vom König bekommt er ein Kanonikat und eine Pfründe an der Kollegiatkirche Notre Dame in der Provinz Anjou. Jacotin verfasst mehr als 50 mehrstimmige Werke in über 100 Manuskripten und Drucken des 16. Jahrhunderts. 32 dieser Werke werden zwischen 1528 und 1553 von dem königlichen Notendrucker Pierre Attaingnant gedruckt.
- Johannes Lupi ist magnus vicarius und Subdiakon in Cambrai.
- Stephan Mahu, der vielleicht schon ab Anfang der 1520er Jahre als Sänger und Posaunist Mitglied des Hofstaats von Königin Anna von Böhmen und Ungarn (1503–1547), der Ehefrau von Ferdinand I. ist, verpflichtet sich ab dem 14. November 1528 vertraglich zum lebenslangen Dienst bei ihr und Ferdinand. Dafür wird ihm im Gegenzug eine erhebliche Gehaltserhöhung zugesichert, die allerdings erst ab dem Jahr 1539 ausgezahlt wird. Zusätzlich übernimmt er zwischen September 1529 und März 1532 die Stelle eines Vizekapellmeisters der Wiener Hofmusikkapelle von Erzherzog Ferdinand unter Arnold von Bruck, und zwar bis zum Jahr 1539.
- Anton Musa ist Stadtpfarrer in Jena. Als einer der ersten vom Landesherrn eingesetzten Superintendenten hat er zugleich die Aufsicht über die Geistlichen in den Ämtern Jena und Eisenberg sowie im Stift Bürgel. Seit dem Jahr 1529 erweitert sich sein Sprengel um die Ämter Stadtroda, Leuchtenburg, Kahla und Orlamünde. Er wirkt darüber hinaus als Superintendent und als Visitator im Vogtland und im Saalekreis.
- Luis de Narváez steht seit den 1520er Jahren im Dienst von Francisco de los Cobos y Molina (1477–1547), Komtur von León und Sekretär von Kaiser Karl V.; er lebt mit großer Wahrscheinlichkeit in Valladolid mit seinem Dienstherrn bis zu dessen Tod 1547.
- Martin Peudargent ist 1532 als Hausbesitzer in der Residenzstadt Kleve belegt.
- Diego Pisador verlässt nach 1532 Salamanca, um als Verwalter verschiedener Besitztümer zu arbeiten.
- Matteo Rampollini, der seit 1520 Leiter des Knabenchores an der Kathedrale Santa Maria del Fiore in Florenz war, erhält ab 1530 das Amt eines Kaplan an der Medici-Kapelle. Eventuell zeigten die Medici sich damit für Rampolinis Treue während ihrer Vertreibung aus Florenz erkenntlich. Dieses Amt hat Rampolini bis 1534 inne.
- Claudin de Sermisy ist Kaplan in der Kirche von Camberon in der Nähe von Abbeville. Er ist weiterhin Mitglied der Hofkapelle von König Franz I. von Frankreich. Seit 1525/26 ist Sermisy möglicherweise der Nachfolger von Antoine du Longueval als königlicher Chormeister (maître et recteur). Wahrscheinlich hat er – wie schon vom 7. bis 10. Juli 1520 – an den festlichen Messen mitgewirkt, die anlässlich des Treffens von König Franz mit dem englischen König Heinrich VIII. auf dem „Feld des goldenen Kleids“ in Boulogne zwischen dem 21. Oktober und 29. Oktober 1532 aufgeführt werden. Bei diesem Treffen singt die französische königliche Kapelle offenbar auch Sermisys feierliche Motette „Da pacem domine“. Viele seiner 160 Chansons werden in den Jahren 1528 bis 1533 in Anthologien von Pierre Attaingnant in Paris veröffentlicht. Sie werden deshalb im Allgemeinen als „Pariser Chansons“ bezeichnet.
- Tielman Susato ist seit 1531 Mitglied der Antwerpener Stadtmusikanten; er spielt die Instrumente Flöte, Blockflöte, Krummhorn, Feldtrompete und Posaune und hat vielleicht auch die abendlichen Andachten der Bruderschaft begleitet.
- Thomas Tallis ist in den Jahren 1532 bis 1540 Organist an der Augustiner-Abtei Waltham nördlich von London.
- Johann Walter ist Lehrer und Komponist in Torgau. Mehrere kurfürstliche Zuwendungen stocken das knappe Schulgehalt Walters auf, so dass er 1532 ein Häuschen erwerben kann.
- Adrian Willaert ist seit dem 12. Dezember 1527 Domkapellmeister zu San Marco in Venedig. Der Komponist behält dieses Amt 35 Jahre lang bis zu seinem Tod; erst durch sein Wirken bekommt diese Stelle ihre in ganz Europa herausragende Bedeutung. Willaert ist der Nachfolger von Petrus de Fossis († vor dem 7. Juli 1526).

## Literarische Vorlagen

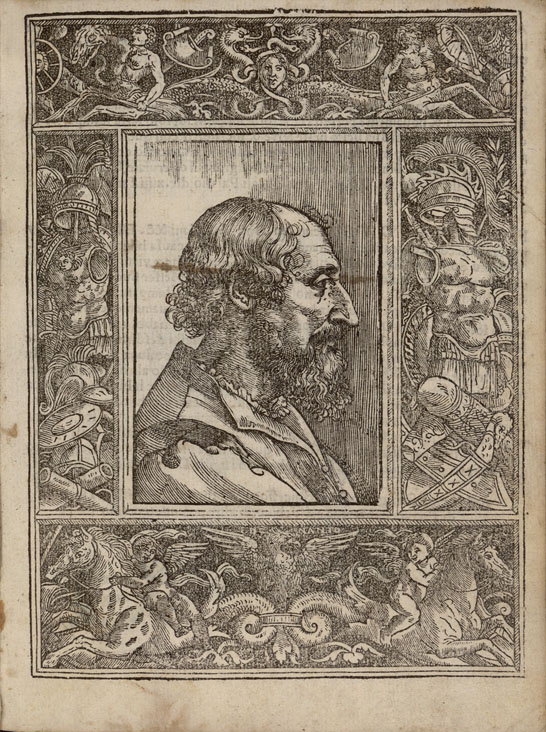
Ludovico Ariosto, Holzschnitt in der dritten von Ariosto selbst besorgten Ausgabe des Orlando furioso, Ferrara 1532

- Der italienische Humanist, Militär, Höfling und Autor Ludovico Ariosto stellt die dritte Fassung seines Hauptwerkes, des Versepos Orlando furioso („Der rasende Roland“), fertig. Das Versepos wird die Vorlage für mehrere musikdramatische Werke liefern, darunter Roland (1685) von Jean-Baptiste Lully, Orlando generoso (1691) von Agostino Steffani, Orlando finto pazzo (1714), Orlando furioso (1714) und Orlando (1727) von Antonio Vivaldi, Il Ruggiero von Johann Adolph Hasse, Orlando (1732), Ariodante und Alcina (beide 1735) von Georg Friedrich Händel sowie Orlando paladino (1782) von Joseph Haydn.

## Vokalwerke

### Geistlich
- Benedictus Appenzeller – Motette Beati omnes qui timent zu vier Stimmen (Lyon)
- Jakob Arcadelt – Hæc dies quam fecit Dominus: Noten und Audiodateien im International Music Score Library Project
- Carpentras – Recordare Domine: Noten und Audiodateien im International Music Score Library Project
- Nicolas Gombert
  - Missa Quam pulchra es zu sechs Stimmen
  - Missa Da pacem zu vier Stimmen
  - Motette Dulcis amica Dei zu vier Stimmen
  - Motette Super flumina Babilonis: Noten und Audiodateien im International Music Score Library Project
  - Motette Suscipe verbum, virgo Maria zu fünf Stimmen
- Jacques Moderne (Hrsg.)
  - Liber decem missarum: Noten und Audiodateien im International Music Score Library Project
    - Piere Moulu – Missa Stephane Gloriose
    - Francesco de Layolle – Missa Adieu mes amours
    - Jean Richafort – Missa Veni sponsa Christi
    - Jean Mouton – Missa Quem dicunt homines
    - Guillaume Prevost – Missa Ces facheulx sotz: Noten und Audiodateien im International Music Score Library Project
    - Antonio Gardano – Missa Si bona suscepimus
    - Lupus Hellinck – Missa Ferarie Dux Hercules
    - Clément Janequin – Missa super La bataille: Noten und Audiodateien im International Music Score Library Project
    - Joannes Sarton – Missa Juissance
    - Francesco de Layolle – Missa O salutaris hostia
    - Francesco de Layolle – Motette Stephanus autem plenus gratie
    - Francesco de Layolle – Motette Libera me de morte eterna
    - Francesco de Layolle – Motette Beata Dei genetirx virgo Maria

  - Motetti del Fiore
- Pierre de Villiers
  - Regina cæli: Noten und Audiodateien im International Music Score Library Project
  - Tundite vos Musæ lachrymas: Noten und Audiodateien im International Music Score Library Project
- Adrian Willaert – Ave Maria, gratia plena: Noten und Audiodateien im International Music Score Library Project

### Weltlich
- Claudin de Sermisy
  - Dictes sans peur: Noten und Audiodateien im International Music Score Library Project
  - Languir me fais: Noten und Audiodateien im International Music Score Library Project

## Musiktheoretische Schriften
- Martin Agricola – Musica figuralis deudsch: Noten und Audiodateien im International Music Score Library Project
- Hans Gerle – Musica teusch, auf die Instrument der grossen unnd kleinen Geygen, auch Lautten: Noten und Audiodateien im International Music Score Library Project
- Sebald Heyden – Musicae stoicheiōsis: Noten und Audiodateien im International Music Score Library Project

## Geboren

### Geburtsdatum gesichert
- 21. Januar: Ludwig Helmbold, lutherischer Kirchenlieddichter († 1598)

### Genaues Geburtsdatum unbekannt
- Hernando Franco, mexikanischer Komponist spanischer Abstammung († 1585)
- David Köler, deutscher Renaissance-Musiker, Organist, Kantor, Komponist und der erste Leiter der Schweriner Hofkapelle († 1565)
- Orlando di Lasso, franko-flämischer Komponist und Kapellmeister († 1594)
- Leonhart Schröter, deutscher Komponist und lutherischer Kantor († vermutlich 1601)

### Geboren um 1532
- Giovanni Matteo Asola, italienischer Kapellmeister und Komponist († 1609)
- Andrea Gabrieli, venezianischer Komponist und Organist († 1585)

## Gestorben

### Todesdatum gesichert
- 10. März: Crispinus van Stappen, franko-flämischer Komponist, Sänger und Kapellmeister (* um 1465)

### Gestorben nach 1532
- Hans Kortrog, deutscher Glockengießer (* um 1470)